# Csernyihivi terület
Csernyihivi terület (Чернігівська область) közigazgatási egység Ukrajna északi részén, székhelye Csernyihiv. Területe 31,8 ezer km², népessége 1,2 millió fő.
Északon a Fehéroroszországgal és Oroszországgal, nyugaton a Kijevi, keleten a Szumi, délen a Poltavai területtel határos. 1932. október 15-én hozták létre.

## Földrajz
A Gyeszna folyó medencéjében helyezkedik el. Alföldi terület, a foltokban megjelenő nádas-füves mocsarak vegyes erdőkkel (erdei fenyő, tölgy, gyertyán, juhar) váltakoznak. Délen Priluki környéke már szárazabb vidék, itt füves puszták vannak, ahol a termékeny csernozjom talajokat már teljesen művelés alá vették.

## Közigazgatás
Városai és azok lakossága 2001-ben:
- Csernyihiv (Чернігів) 304,994
- Nyizsin (Ніжин) 76,625
- Priluki (Прилуки) 64,861
- Bahmacs (Бахмач) 20,332
- Noszivka (Носівка) 15,966
- Novhorod-Sziverszki (Новгород-Сіверський) 15,175
- Korjukivka (Корюківка)  14,318
- Horodnya (Городня)  14,043
- Mena (Мена)  12,940
- Icsnya (Ічня)  12,780
- Scsorsz (Щорс)  12,315
- Bobrovicja (Бобровиця)  11,916
- Borzna (Борзна)  11,707
- Semenyivka (Семенівка)  9,656
- Oszter (Остер)  7,194 lakos.

## Gazdaság
A területen a mezőgazdaság a fő ágazat, és a lakosság mintegy fele a falvakban él. A szántóföldek ⅔-án gabonaféléket termesztenek, további fontosabb növények a cukorrépa, dohány és kukorica. Nyezsin környékén jelentős az uborka és a hagyma termesztése. A terület északi részén lecsapolásokat hajtanak végre, ahol lent, burgonyát, kendert és rozsot termesztenek.
A legfontosabb ipari központ Csernyihiv. A kisebb városokban mező- és erdőgazdasági termékeket dolgoznakfel. Priluki mellett kőolajat bányásznak.

## Külső hivatkozások
- A Csernyihivi Területi Állami Közigazgatási Hivatal honlapja (ukránul) Archiválva 2016. január 9-i dátummal a Wayback Machine-ben
- 2001 Ukrán népszámlálás adatai